# Robbie Kydd
Robbie Kydd, né le 19 janvier 1982 à Auckland (Nouvelle-Zélande), est un joueur de rugby à XV qui joue avec l'équipe d'Écosse et actuellement en club avec les Northampton Saints, comme centre.

## Biographie
Il a été retenu dans le groupe de 40 joueurs appelé à disputer le Tournoi des six nations 2007. 
Il joue avec les Northampton Saints en coupe d'Europe et dans le Championnat d'Angleterre de rugby à XV.
Il a disputé 2 matchs de la coupe d'Europe au 31.12.2006.

## Parcours
- 2003 : Bath Rugby  Angleterre
- 2004-2005 : Saracens  Angleterre
- 2005-2007 : Northampton Saints  Angleterre
- 2008-2009 Bath Rugby  Angleterre